# Werner Aspenström
Karl Werner Aspenström (Norrbärke, 13 november 1918 - Stockholm, 25 januari 1997) was een Zweeds dichter, essayist en dramaturg. Ook had hij een zetel (nr.12) in de Zweedse Academie (1981-1997). Hij publiceerde 14 dichtbundels.

## Leven

Skräddarebacken, Torrbo. Werner Aspenströms geboortehuis (foto: Torgny Sjöstedt)

Aspenström werd geboren in Torrbo onderdeel van het kerkdorp Norrbärke in de Zweedse gemeente Smedjebacken (Dalarna). Zijn vader was een keuterboer. Kort na zijn geboorte stierf zijn vader aan de gevolgen van de Spaanse griep en zijn moeder bleef achter met 3 kinderen. In de autobiografische roman Bäcken (1958) schrijft Aspenström over zijn jeugd in Torrbo. En vooral werden Torrbo en het overlijden van zijn vader, grootvader en broertje aldaar een belangrijke inspiratiebron voor zijn poëzie.
Na zijn studie aan de volkshogeschool van Sigtuna (1936-1938) studeerde hij onder armoedige omstandigheden in Stockholm af in de filosofie (1945). Tijdens zijn studie had Aspenström diverse baantjes (o.a. houthakker en doodgraver).
In 1946 huwde hij schilderes en beeldend kunstenares Signe Lund (1922-2015). Samen kregen zij 2 kinderen. Signe Lund-Aspenström illustreerde de omslagen voor de boeken van haar echtgenoot.
Hij was bevriend met de Zweedse schrijver, dichter, journalist Stig Dagerman.
In 1976 ontving Aspenström een eredoctoraat in de filosofie.
Hij werd bijgezet op de begraafplaats van de St. Maria-Magdalenakerk in het stadsdeel Södermalm in Stockholm. Bij de ingang van deze begraafplaats, waar verschillende Zweedse schrijvers begraven liggen, staat een bord met het gedicht “In de Mariagemeente” van de hand van Werner Aspenström.

## Werk
In 1943 debuteerde Aspenström met de dichtbundel ‘Förberedelse’ (Voorbereiding). Sinds zijn doorbraak in 1949 met Snölegend ("Sneeuw legende") wordt hij beschouwd als een van de vooraanstaande, leidende Zweedse dichters van de 20e eeuw en zijn poëzie is vaak vergeleken met het werk van Nobelprijs laureaten Harry Martinson en Tomas Tranströmer.
Met Karl Vennberg, Erik Lindegren en Stig Dagerman maakte hij deel uit de Zweedse schrijversgroep die werd aangeduid met ‘de fyrtiotalisten‘, schrijvers die debuteerden en werkzaam waren in de jaren veertig.
Aspenström beweerde dat zijn motivatie om te schrijven voortkwam uit “schrijven voor mijn kat”. Enkele van zijn werken zijn verfilmd.

## Lidmaatschap Zweedse Akademie
In 1981 verkreeg Werner Aspenström een zetel in de Zweedse Academie. In september 1989 trad hij echter samen met Kerstin Ekman en Lars Gyllensten terug. Aanleiding daarvoor was de Rushdie-affaire waarin de Akademie geen stelling nam tegen het door Ayatollah Ruhollah Khomeini uitgesproken doodvonnis (een vogelvrijverklaring middels een fatwa) jegens de Indiase schrijver Salman Rushdie, vanwege diens publicatie van zijn roman “De duivelsverzen” in 1988. Aangezien het destijds statutair niet mogelijk was om zich van de ledenlijst te laten schrappen, bleef hij tot zijn dood in 1997 gehandhaafd als passief lid.

## Thematiek
“Wie de poëzie van Werner Aspenström eventueel zou verengen tot enkel natuurlyriek heeft het totaal mis”, schrijft vertaler Ivo van Strijtem in zijn inleiding tot de door hem vertaalde gedichten van Aspenström. Aspenström stond bekend om zijn kwalitatief hoogwaardige metaforen. Hij verwerkte zijn metafysische en sociale bewogenheid symbolisch. Het samenvloeien van poëtisch, beeldenrijk taalgebruik met banale wendingen getuigt van zijn verhouding tot het naïeve en van zijn sociaal engagement. Actuele menselijke problemen worden door dieren, mythen en sagen weerspiegeld. Het manifeste verdriet van zijn moeder tijdens zijn jeugd en de armoede uit zijn studententijd drukten een stempel op Aspenströms thematiek en tegelijkertijd vormden zij daarmee belangrijke inspiratiebronnen. Na de Tweede Wereldoorlog voelde hij een noodzaak om te strijden voor “een socialisme gevoed door het morele plichtsbesef van het humanisme”.

## De Aspenströmprijs
De in 1999 opgerichte Werner Aspenströmvereniging stelt zich ten doel om interesse te blijven wekken voor Aspenströms schrijverschap. Sinds 2006 reikt zij jaarlijks de Aspenströmprijs uit in samenhang met de ‘Wernerdag’ (gevierd op zijn geboortedag 13 november). Staffan Westerberg was de eerste aan wie deze prijs werd toegekend. Overige prijswinnaars zijn:
- 2007 – Nina Burton
- 2008 – Bo Strömstedt
- 2009 – Lina Ekdahl
- 2010 – Göran Bergengren
- 2011 – Elisabeth Rynell
- 2012 – Per Helge
- 2013 – Tua Forsström
- 2014 – Lennart Sjögren
- 2015 – Marie Lundquist
- 2016 - Thomas Tidholm
- 2017 - Ingela Strandberg
- 2018 - Rolf Aggestam
- 2019 - Birgitta Lillpers[16]

## Bibliografie

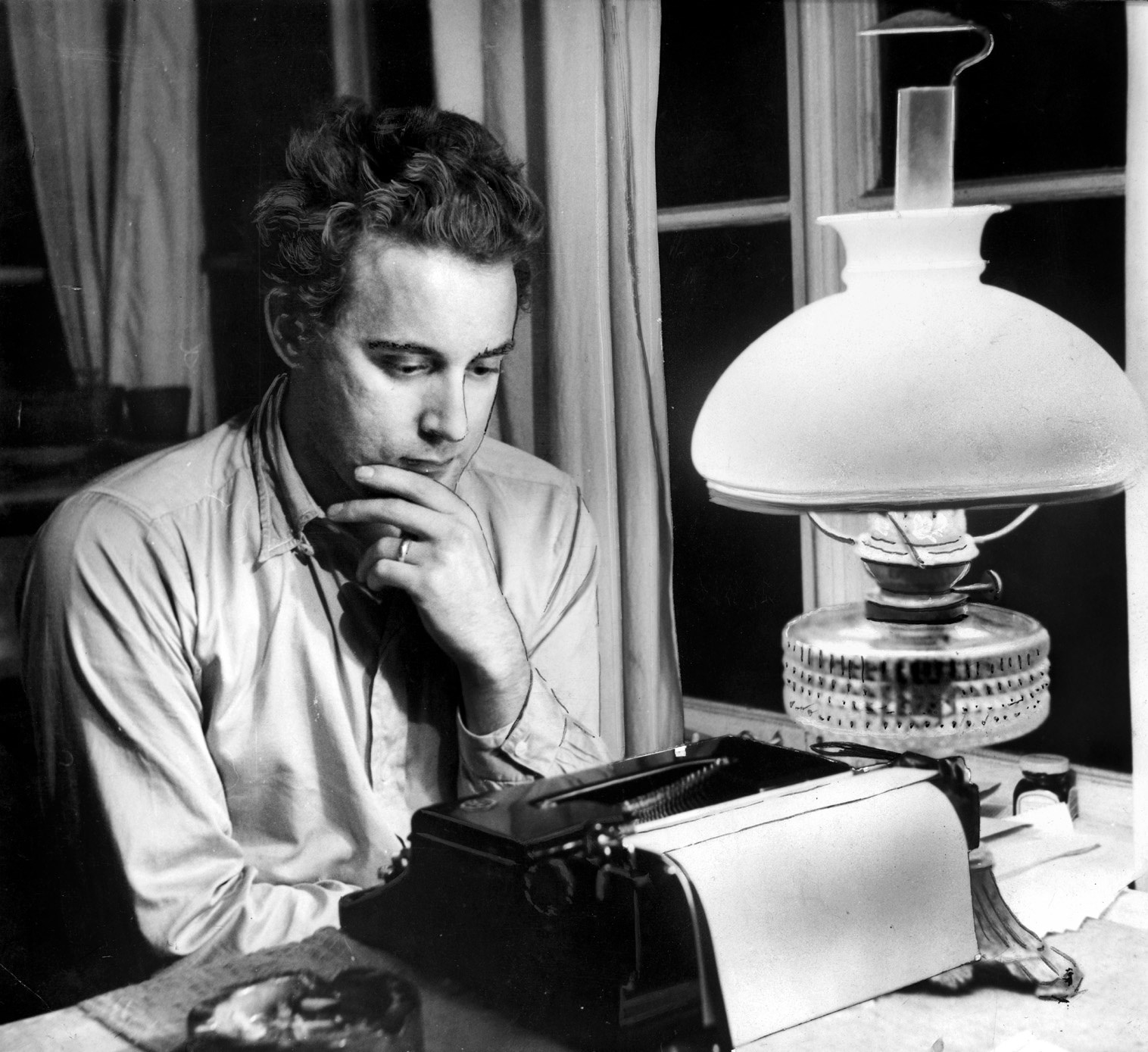
Werner Aspenström in 1950

## Privé
De zoon van Werner en Signe, Pontus Aspenström, werd celbioloog aan de universiteit van Uppsala en is tevens verbonden aan het Karolinska Instituut in Solna, Stockholm). Hun kleindochter Karin Aspenström (1977) is een Zweeds schrijfster en script-schrijfster voor Zweedse tv-series.